# Бегас, Карл Младший
Карл Бегас Младший (нем. Karl Begas der Jüngere; 23 ноября 1845, Берлин — 21 февраля 1916, Кётен) — немецкий скульптор. Сын художника Карла Бегаса. Чтобы отличать от отца, его часто называют «Младшим».

## Биография
Родился в семье художника Карла Бегаса, его братья Рейнгольд, Оскар и Адальберт также стали известными скульптурами и художниками. Обучение начал в студии своего брата Рейнгольда, а затем посещал Прусскую академию искусств, где учился у Людвига Зюссман-Хелльборна.
Начав с 1866 года работать самостоятельно, он в 1869—70 годах совершил поездку в Рим, где создал несколько портретных скульптур. Вернувшись в Берлин, он три года спустя вновь уехал в Италию, где прожил пять лет. В 1880 году он создал бюст кайзера Вильгельма I для новой галереи в Касселе. Два года спустя он обратился к производству более крупных фигур, создав две скульптуры для Кильского университета и две — для мэрии Касселя. В 1889 году он стал профессором колледжа изобразительных искусств в Касселе (нем. Kunsthochschule Kassel), но вскоре вернулся в Берлин, где выполнял крупные общественные заказы.
В 1904—06 годы он создал мраморную статую императрицы Августы Виктории, которая стала первой помещенной в Розовый сад в новом дворце в Сан-Суси. После падения монархии в 1918 году статуя была перенесена в Новый дворец в Потсдаме. Для Аллеи Победы он создал две группы.